# Науйокс, Альфред
Альфред Гельмут Науйокс (нем. Alfred Helmut Naujocks, псевдонимы Ганс Мюллер, Альфред Бонсен, Рудольф Мёберт; 20 сентября 1911, Киль — 4 апреля 1966, Гамбург) — оберштурмбаннфюрер СС, офицер разведки Третьего рейха.

## Биография

### Довоенные годы
Биографические данные о Науйоксе немногочисленны. Уроженец Киля, учился в Кильском университете на инженера, учёбу не окончил. Работал механиком и сварщиком, в 1931 году познакомился с Рейнхардом Гейдрихом и вступил в СС, с 1934 года работал водителем для Восточного регионального командования СД.
23 января 1935 года Науйокс возглавил атаку на антигерманскую радиостанцию в деревне Загорджи под Прагой. В ходе нападения был убит активист штрассерианского «Чёрного фронта» Рудольф Формис, в чём Науйокс сознался только в 1944 году на допросе у американцев. Осенью 1937 года Науйокс был произведён в гауптштурмфюреры СС, а в 1938 году — в штурмбаннфюреры.

### Вторая мировая война
10 августа 1939 года Рейнхард Гейдрих поставил Альфреда Науйокса, руководителя группы VI-F (технические вопросы), во главе секретной операции по инсценировке нападения на Глайвицкую радиостанцию. Операция была проведена вечером 31 августа, непосредственно перед вторжением вермахта в Польшу. Захватив радиостанцию, нападавшие обратились к слушателям на польском языке, призвав поляков к восстанию. Для большего правдоподобия гестапо доставило сюда же нескольких узников концлагеря Дахау, которых переодели в польскую форму, расстреляли и оставили в лесу, где их потом обнаружила местная полиция. Инсценировка нападения имела целью возложить вину за начало войны на польскую сторону. 
8 ноября 1939 года Науйокс, командовавший подразделением СС, вместе с Вальтером Шелленбергом захватил в голландском городе Венло в плен двух сотрудников британской разведки SIS: Сигизмунда Пейн-Беста (капитан) и Ричарда Генри Стивенса. Продолжил свою деятельность в Нидерландах и Бельгии во время Французской кампании, командуя диверсионным отрядом СС. Уже потом он разработал операцию «Бернхард» по производству и заброске фальшивых фунтов стерлингов в Великобританию для дестабилизации её денежной системы. В 1941 году он покинул СД после серьёзного нарушения дисциплины и неподчинения приказу Гейдриха и был отправлен в Ваффен-СС на советско-германский фронт, где был ранен. В 1943 году он был восстановлен на службе в СД и произведен в оберштурмбаннфюреры,  вернулся на Западный фронт и стал работать в военной администрации Бельгии, позднее работал в Дании.
Будучи руководителем на оккупационных землях Бельгии, Науйокс печально прославился охотой за деятелями Движения Сопротивления, убив нескольких из них. С декабря 1943 года по осень 1944 года он служил в оккупированной Дании, где устраивал теракты и нападения на гражданское население. Руководил так называемой карательной «группой Петера», участвовал в убийстве лютеранского священника Кая Мунка. Позднее Науйокса сместили с должности, а на его место был назначен гауптштурмфюрер СС Отто Александр Фридрих Швердт. 19 октября 1944 года Науйокс попал в плен к американцам. Его сразу посадили под арест как возможного военного преступника.

### После войны
Альфред Науйокс выступал в качестве свидетеля на Нюрнбергском процессе, на котором подтвердил, что события в Глайвице происходили под непосредственным руководством Гейдриха и Мюллера.
В 1946 году бежал из лагеря для военнопленных, но был вновь арестован и экстрадирован в Данию в 1947 году, где был осуждён и вышел на свободу в 1950 году.
Предположительно, являлся одним из руководителей организации бывших членов СС ODESSA, которая занималась переправкой нацистов в страны Латинской Америки. Для прикрытия он занимался бизнесом в Гамбурге, где поселился в 1952 году. Опубликовал мемуары «Человек, который начал войну». Умер 4 апреля 1966 года (в литературе ошибочно называются 1960 или 1968 годы).